# Justin Tagouh
Pour les articles homonymes, voir André Léopold Timo.
Justin Tagouh,  fondateur et PDG du groupe de presse Afrique média, est un entrepreneur camerounais actif dans les médias.

## Biographie

### Enfance, éducation et débuts
Justin Tagouh est originaire de l'Ouest Cameroun.

### Carrière
Justin Tagouh est le fondateur du groupe de presse Afrique Média,. Il a par ailleurs été dirigeant dans le football au Cameroun.